# Alfabet grenlandzki
Alfabet grenlandzki – alfabet oparty na alfabecie łacińskim, służący do zapisu języka grenlandzkiego. Składa się z następujących liter:
A, E, F, G, H, I, J, K, L, M, N, O, P, Q, R, S, T, U, V,
Litery B, C, D, W, X, Y, Z, Æ, Ø oraz Å służą często do zapisu wyrazów obcego pochodzenia (często z języka duńskiego).